# Södermanland
För andra betydelser, se Södermanland (olika betydelser).
Södermanland, även kallat Sörmland, är ett landskap i östra Svealand. Namnet betyder Södermännens land, vilket var det folk som bodde söder om Mälaren. Landskapets yta är 8 388 kvadratkilometer och antalet invånare drygt 1,3 miljoner.
Landskapet Södermanland gränsar i söder till Östergötland, i väster till Närke, i nordväst till Västmanland, i nordost till Uppland och i ost och sydost till Östersjön.

## Etymologi
Namnet Södermanland syftar på att människorna bor i "landet söder om Mälaren" (jämför Uppland och Västmanland).
Den sammandragna formen Sörmland används huvudsakligen i vardagliga och informella sammanhang och är den främsta formen lokalt, varför en del organisationer har Sörmland i namnet, såsom Region Sörmland och Sörmlandstrafiken.
Landskapet omnämns i Florenslängden från 1103, i sin latinska form "Sundermannia".

## Vapen
Södermanlands landskapsvapen är: I fält av guld en upprest svart grip med röd beväring, därest sådan skall komma till användning.

## Historia

### Från stenåldern till vikingatiden

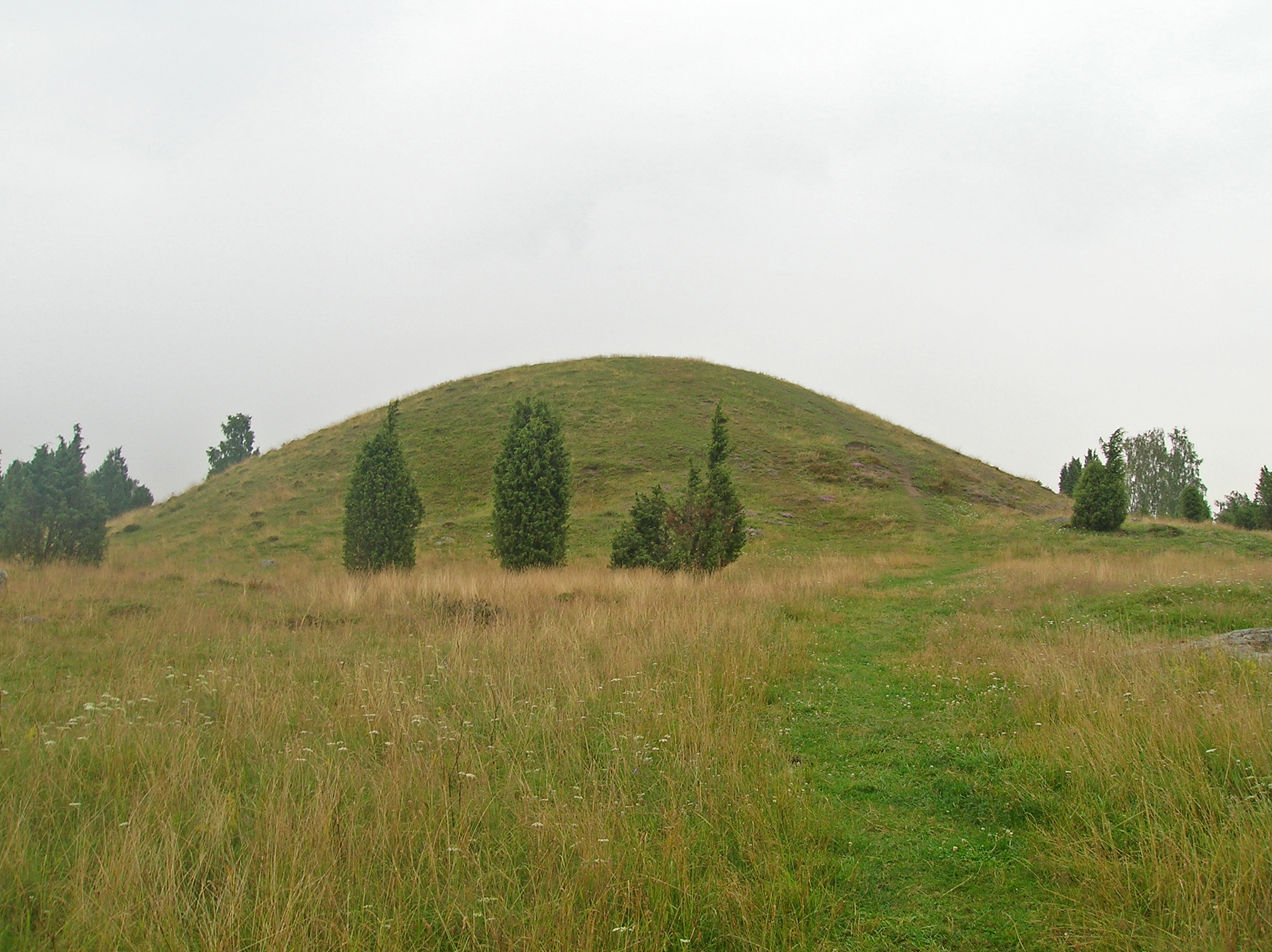
Kungshögen Uppsa kulle i Runtuna socken

Troligen invandrade de första människorna till dagens Södermanland under en tidig del av stenåldern. Efter denna tid inträdde en betydande höjning av landet. I Stockholmstrakten var landet omkring 70 meter lägre än i dag. Den egentliga invandringen skedde troligtvis från Östergötland och Närke och det land som först togs i besittning var landskapets mitt och högsta delar, vilka var de enda som syntes ovan vattenytan. Äldsta fynden utgörs av ett femtiotal boplatser utan keramik. Från denna tidsepok har man funnit ett antal stenyxor, Lihultyxor. Omkring 96 000 sådana yxor är kända inom landskapet.
Med övergången till bondenäring runt 4000 f.Kr. började befolkningen i Södermanland bland annat importera fina flintyxor från Skåne eller Danmark. Alla av bondestenålderns kulturer finns företrädda i landskapet. I takt med landhöjningens effekter befolkades Mälarens och Östersjöns kusttrakter. Rikt representerad av lösa fynd är den yngre stenåldern och även från bronsåldern finns flera föremål. Centrala platser för bronsålderskulturen fanns i Rekarne och vid sjön Yngaren. Bronsålderns fynd är förnäma men kan inte jämföras med Upplands. Från den del av järnåldern som ligger före Kristi födelse är fynden mycket fåtaliga, i likhet med övriga delar av landet, vilket eventuellt är en följd av den klimatförsämring som tog sin början ett knappt sekel efter bronsålderns slut. Tiden efter Kristi födelse är mer fyndrik.
Guldfynden från 400- och 500-talen är många i Södermanland. Det största kända guldfyndet i Sverige gjordes 1774 på Tureholms ägor och vägde mer än 12 kilogram. Troligen kom guldet på något sätt från goternas krigiska aktiviteter, som medförde att romarriket utbetalade enorma mängder med guld för att köpa fred längs gränsen. Från samma tid är Uppsa kulle, som är en av landets största och landskapets största kungshög.
Talrikare är fynden i folkvandrings- och vikingatidens välkända gravfält. Till järnålderns slutskede hör också ett flertal anträffade silverskatter. Södermanland är mycket rikt på gravhögar, stensättningar och borglämningar av olika slag. Näst Uppland är det rikast på runstenar, omkring 300 stycken, av vilka ungefär 60 helt eller delvis har metrisk form. Äldst är stenen vid Skåäng nära Vagnhärad, som bär en inskrift med äldre runor från 500- eller 600-talet, och en senare med yngre. De allra flesta finns i de bördiga slättbygderna. De flesta är resta vid vägar eller vattenleder. Påfallande många står längs Eriksgatan. Det äldsta inhemska belägget på namnet Svitjod finns på en runsten i Aspa. Av högt intresse är Sigurdsristningen som bevisar att Sigurdssagan varit känd i Sverige. Många andra stenar talar om vikingafärder såväl i öster- som västerled. Dessa fynd visar att rika skatter vunnits under dessa tåg, liksom att det varit en livlig handel.

### Medeltiden

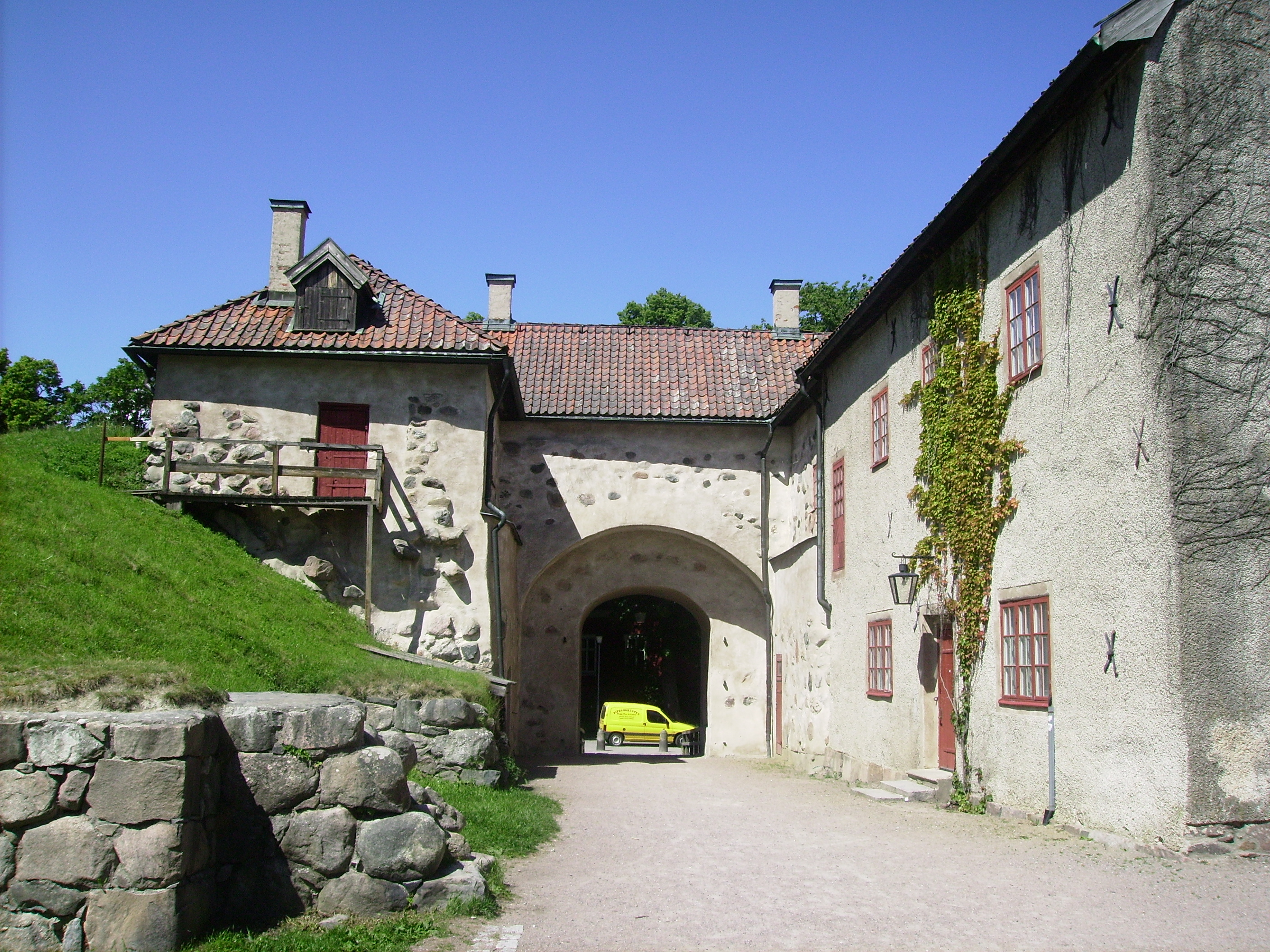
Nyköpingshus.

Kristendomens tidigare missionsverksamhet i Södermanland var förlagd till nordvästra delen, vars befolkning synes ha varit kristnad och haft en sockenindelning redan vid 1000-talets mitt. Rekarne utgjorde det första stiftet i Svealand. Sankt Eskil var biskop där. Det Tuna (nu Eskilstuna) där han bodde är nämnt som biskopssäte i ett påvligt dokument från omkring 1120, liksom även Strängnäs, Västerås och Sigtuna. Trots allt hölls landstingen ännu i senare hälften av 1300-talet i Strängnäs. Troligen 1184 fick Södermanland ett cistercienskloster i Julita socken och i början av 1200-talet Vårfruberga kloster (cistercienserna). De följdes under andra hälften av 1200-talet av ett dominikankloster i Strängnäs och ett franciskankloster i Nyköping. Unde 1493 stiftades ett kartusiankloster i Mariefred. Som handelsort och fäste fick Tälje, omtalat redan hos Adam av Bremen, och småningom ännu mer Nyköping betydelse. Södermanlands lagsaga med egen lagman kan följas från 1280-talet. Landskapet hade egen lag, Sudermanna lagbok,  stadfäst 1327.
Om Södermanlands tidigare politiska historia känner man inte till så mycket. Enligt de befintliga sagorna är det troligt att det fanns olika småkungar. Först med Folkungatiden uppkommer historiska uppgifter. Södermanland gavs då gång på gång som förläning åt hertigar av den kungliga grenen av Bjälboätten. Under folkungatiden intog Södermanland en administrativ särställning, då det utgjorde Magnus Ladulås hertigdöme innan hans tronbestigning och senare utgjorde kärnlandet i Erik Magnussons landområde. Kusthäraderna och Rekarne förefaller ha varit landskapets mest odlade bygder under medeltiden. Bo Jonsson Grip, 1300-talets störste jordägare i Sverige och som uppförde och gav namn åt det numera kungliga Gripsholms slott, hade sina besittningars centrum i Södermanland. Landskapets landskapsvapen utgörs av gripen, hans fabeldjur.

### Unions- och Vasatiden
Unionstidens strider utkämpades till stor del i Södermanland. Karl Knutsson (Bonde) överrumplades i februari 1457 i Strängnäs och Kristian I slogs 1467 i slaget vid Julita socken nära Katrineholm. Gustav Vasa valdes till konung i Strängnäs 1523. Därefter började en epok av stor utveckling. Slotten byggdes om och utrustades, städernas handel utvecklades raskt, jordbruket fick ett oerhört uppsving liksom trädgårdsskötseln, bergsbruket främjades och nya industrier växte upp. Södermanland var under Vasatiden liksom senare rikast på adelsgods i Sverige. Under Gustav Vasas kyrkoreduktion och reformer förhöll sig landskapets befolkning i allmänhet lojal.

### Stormaktstiden

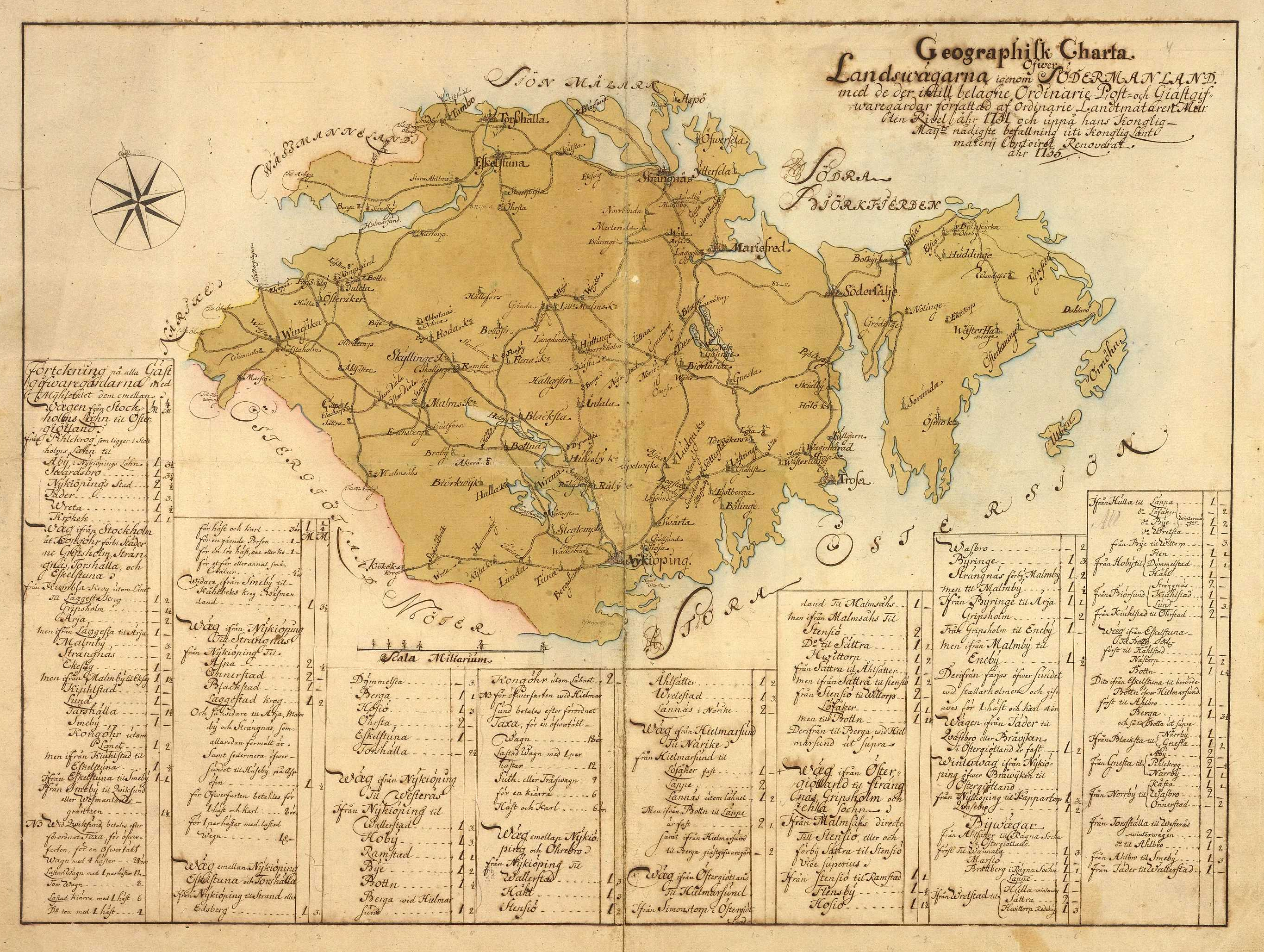
Äldre vägkarta över Södermanland från 1735.

Karta över delar Södermanland, 1718

Under Gustav II Adolfs och Karl XI:s regeringar anlades fabriker och manufakturverk i Södermanlands städer. Krigen ökade efterfrågan på stångjärn, kanoner, stick- och huggvapen, harneskplåtar och andra bearbetade järnvaror. Landskapet själv var under 1600-talet förskonat från krig och har sedermera endast en gång utsatts för fientliga härjningar, nämligen 1719, då Östersjökusten med städer, bruk och herrgårdar skövlades och brändes av ryska trupper. Genom segern vid Baggensstäket slogs fienden tillbaka och Stockholm räddades.

### Frihetstiden och framåt
Frihetstidens industriella uppsving märktes relativt litet i Södermanland. Däremot ivrade myndigheterna för uppryckning av jordbruket. Det stora uppsvinget för denna kom emellertid först med 1840-talets rationellare drift. Frälsejordens ökade utbredning påverkade byutvecklingen i landskapet. Södermanland hade redan tidigare haft en svagare byutveckling jämfört med övriga Mälardalen, men nu drogs många underlydande byar in direkt under godsdriften, som i stor utsträckning fick karaktären av stordrift från ett brukningscentrum. En specifik agrar samhällsmiljö skapades genom sammandragningen av befolkning och bebyggelse. Man kan se det som en agrar motsvarighet till de många små industricentra som växte fram på landsbygden. Statsystemet växte fram.
Hela 1700-talet och det tidiga 1800-talet präglas av ett starkt reglerat näringsliv. Vissa nya idéer bröt dock fram. Ett konkret utslag av detta var grundandet av Eskilstuna fristad. Bredvid den gamla stånds- och privilegiestaden Eskilstuna anledes en frimarknad där ett mer modernt avreglerat metallhantverk släpptes fram. En nydaning inom industrin inträdde med 1830-talet, då bland andra Munktells mekaniska verkstad i Eskilstuna grundlades. Jordbruksrationaliseringen hämtade en rad av sina maskiner från Eskilstuna.

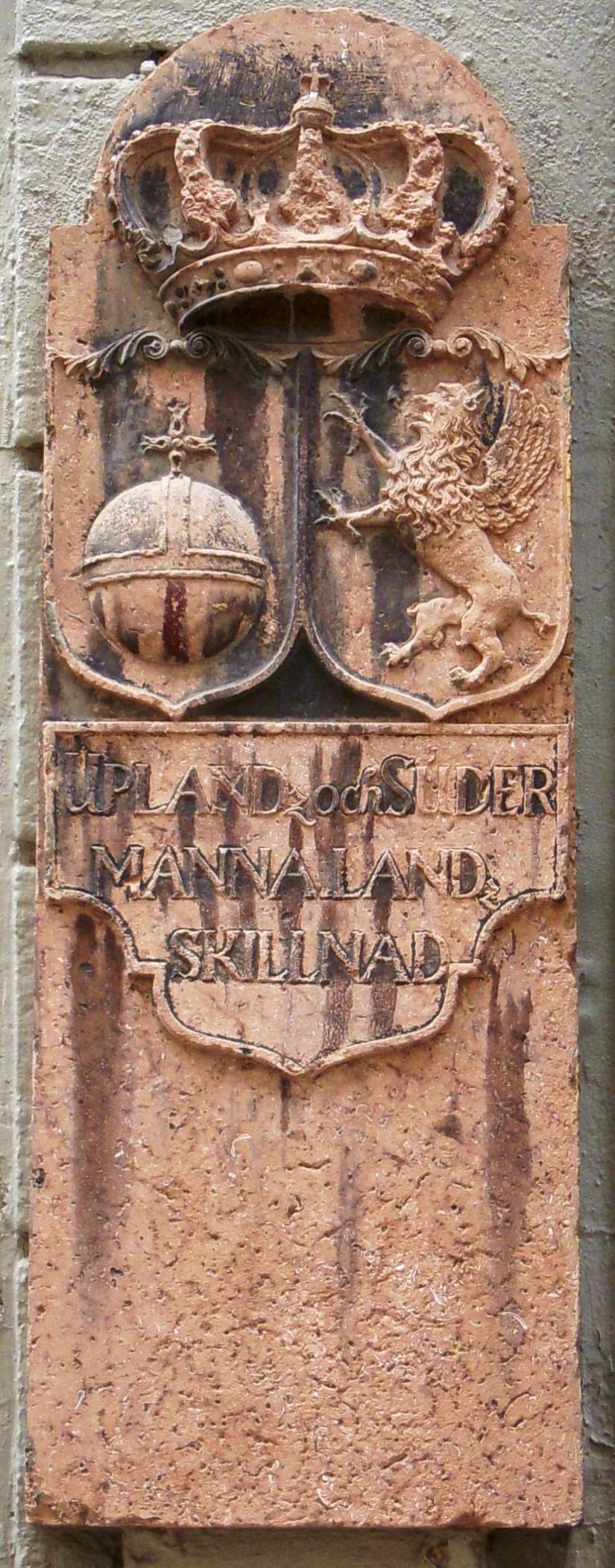
Gamla gränsstenen mellan Södermanland och Uppland på Palmstedts hus på Västerlånggatan 27. Sedan 1600-talet går gränsen mellan Södermanland och Uppland genom Slussenområdet.

## Indelningar

### Indelningar före 1720
Södermanlands lagsaga kan följas från 1280-talet. I och med införandet av Magnus Erikssons landslag omkring år 1350 infördes häradsindelningen i landskapet och ersatte därvid den forntida indelningen i hundare.
Under unionstiden var egentliga Södermanland uppdelat i tre slottslän: Nyköpings län, Gripsholms län och Telgehus län medan huvuddelen av Södertörn hörde till Stockholms slottslän. År 1527 upphörde Telgehus län och i perioden därefter när det skapades Eskilstuna län och Vibyholms län.
Södermanlands län bildades 1634 av huvuddelen av landskapet. Den östra delen, Södertörn, ingick sedan omväxlande i Södermanlands län (1634–1635, 1689–1719), Upplands län (1636–1639, 1648–1651, 1654–1688) och Stockholms län (1640–1647, (1652–1653) innan det slutgiltigt 1720 blev en del av Stockholms län.

### Indelningar från 1720

#### Län
Södermanlands län upptar den centrala delen av landskapet. Delar i nordväst, främst Kung Karls och Torpa socknar, tillhör Västmanlands län dit även vissa öar i Mälaren hör. Östra delen av landskapet tillhör Stockholms län.

#### Härader och städer
I Västmanlands län:
- Åkerbo härad del av

I Södermanlands län:
- Daga härad
- Hölebo härad (del i Stockholms län)
- Jönåkers härad
- Oppunda härad
- Rönö härad
- Selebo härad (del i Stockholms län)
- Villåttinge härad
- Västerrekarne härad
- Åkers härad
- Österrekarne härad

Helt i Stockholms län;
- Sotholms härad
- Svartlösa härad
- Öknebo härad

I Östergötlands län: 
- Östkinds härad del av

Karta över Södermanlands län med detaljkartor över olika städer i länet, 1868.

Följande städer i landskapet med gamla stadsprivilegier inrättades som stadskommuner när 1862 års kommunalförordningar trädde i kraft: Eskilstuna stad, Mariefreds stad, Nyköpings stad, Stockholms stad (södra delen), Strängnäs stad , Södertälje stad, Torshälla stad och Trosa stad. Under 1900-talet fick en del framväxande industri- och stationssamhällen även stadsstatus, nämligen Katrineholms stad (1917), Nynäshamns stad (1946), Flens stad och Nacka stad (1949) samt Oxelösunds stad (1950). Dessa sentida stadsbildningar fick ingen egen jurisdiktion utan lydde fortsatt under respektive häradsrätt. Även många av de mindre städerna förlorade sina rådhusrätter.

#### Socknar, fögderier, domsagor, tingslag och tingsrätter
Se respektive härad.

#### Kommuner 1952–1971
Städer :
| - Eskilstuna stad - Flens stad - Katrineholms stad - Mariefreds stad - Nacka stad del av (Stockholms län) - Nyköpings stad | - Nynäshamns stad (Stockholms län) - Oxelösunds stad - Strängnäs stad - Södertälje stad (Stockholms län) - Torshälla stad - Trosa stad |

Köpingar:

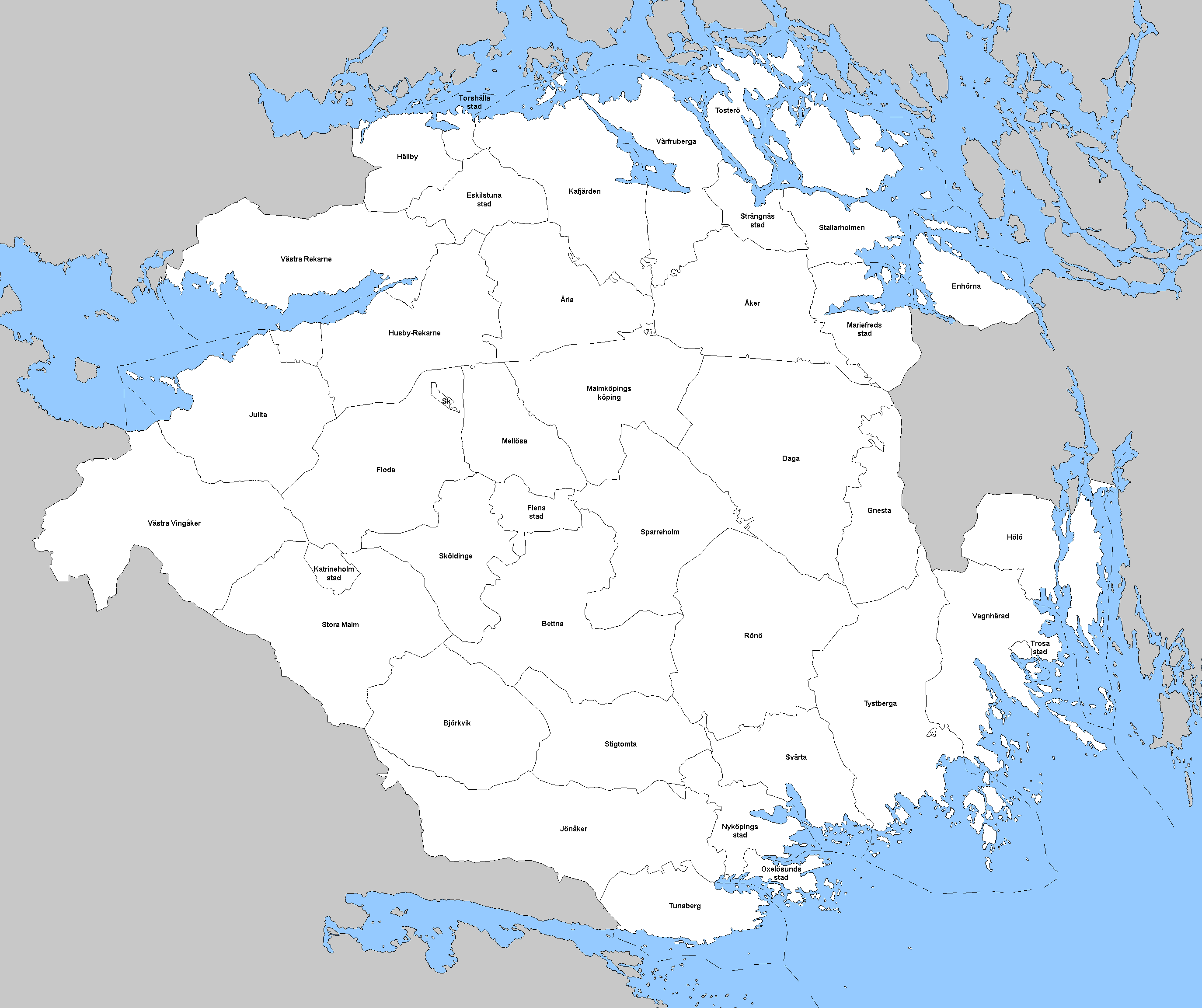
Kommuner i Södermanlands län 1952. Notera att länsgränsen har ändrats sen dess. Vid kommunreformen på 1970-talet överfördes hela Hölö, Enhörna samt del av Mariefreds stad (Taxinge församling) till Stockholms län.

| - Malmköpings köping - Kungsörs köping (Västmanlands län) - Saltsjöbadens köping (Stockholms län) |

Landskommuner:
| I Västmanlands län: - Kung Karls landskommun del av I Östergötlands län: - Kolmårdens landskommun del av I Stockholms län: - Botkyrka landskommun - Dalarö landskommun - Djurö landskommun - Grödinge landskommun - Huddinge landskommun - Järna landskommun - Salems landskommun - Sorunda landskommun - Turinge landskommun - Tyresö landskommun - Västerhaninge landskommun - Ösmo landskommun - Österhaninge landskommun - Östertälje landskommun I Södermanlands län: - Bettna landskommun - Björkviks landskommun - Daga landskommun - Enhörna landskommun | - Floda landskommun - Gnesta landskommun - Husby-Rekarne landskommun - Hällby landskommun - Hölö landskommun - Julita landskommun - Jönåkers landskommun - Kafjärdens landskommun - Mellösa landskommun - Rönö landskommun - Sköldinge landskommun - Sparreholms landskommun - Stallarholmens landskommun - Stigtomta landskommun - Stora Malms landskommun - Svärta landskommun - Tosterö landskommun - Tunabergs landskommun - Tystberga landskommun - Vagnhärads landskommun - Vårfruberga landskommun - Västra Rekarne landskommun - Västra Vingåkers landskommun - Åkers landskommun - Ärla landskommun |

#### Kommuner från 1971
| I Södermanlands län - Eskilstuna - Flen - Gnesta - Katrineholm - Nyköping - Oxelösund - Strängnäs - Trosa - Vingåker I Västmanlands län - Kungsörs kommun del av I Östergötlands län - Norrköpings kommun del av | I Stockholms län: - Botkyrka - Haninge - Huddinge - Nacka del av - Nykvarn - Nynäshamn - Salem - Stockholm del av - Södertälje - Tyresö - Värmdö del av |

## Geografi

### Topografi

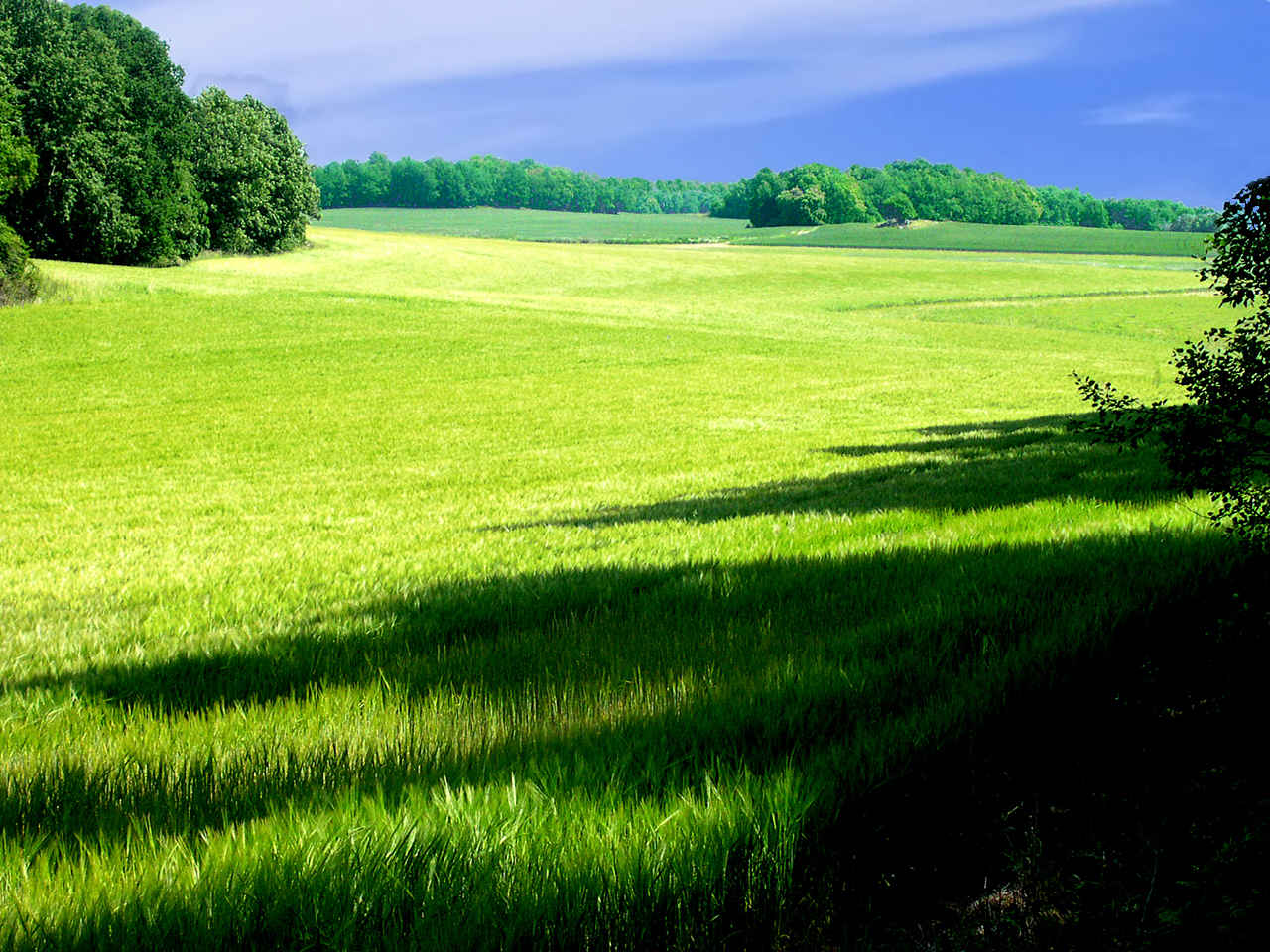
Landskap i Södermanland.

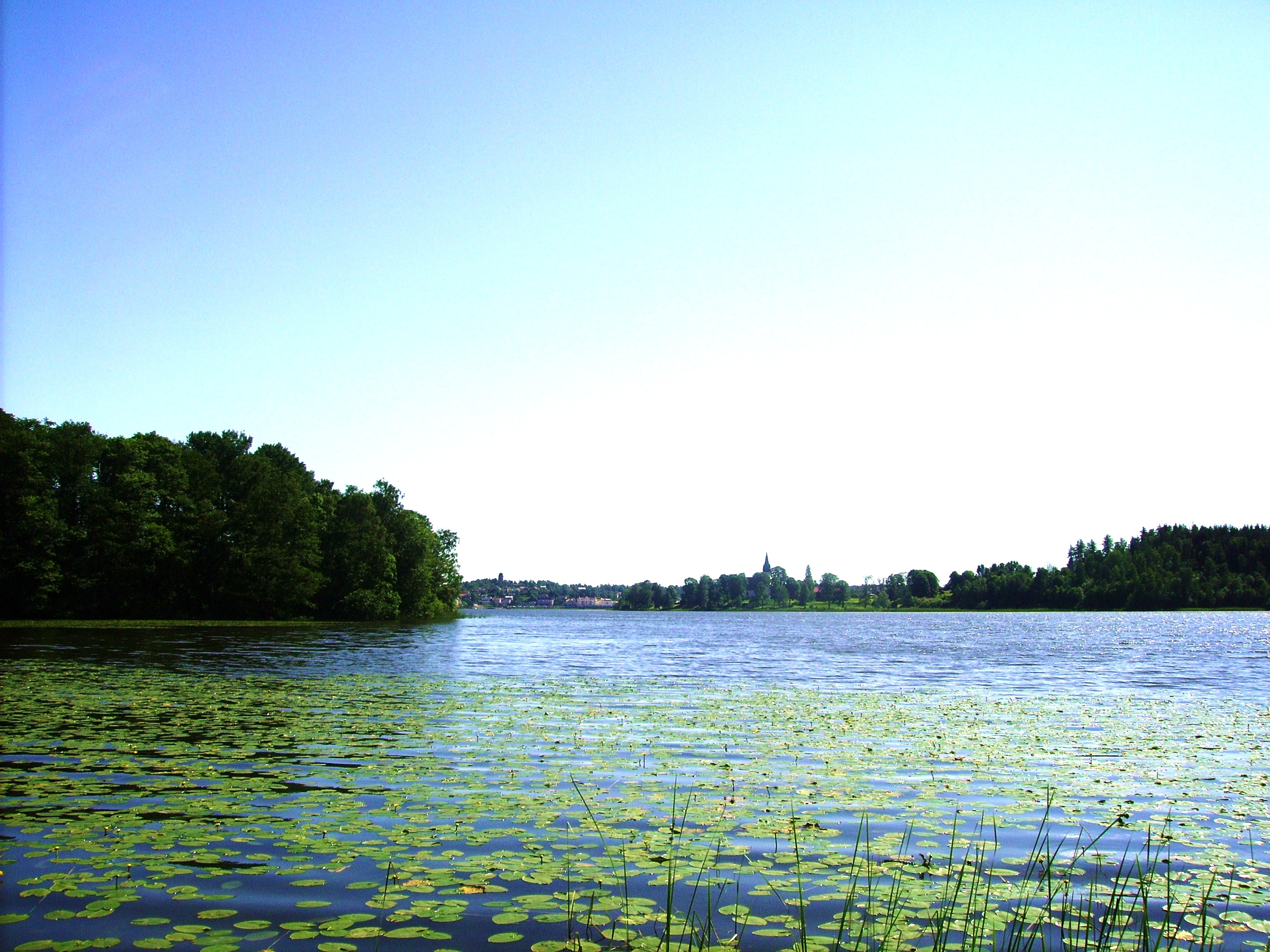
Sjö i Södermanland.

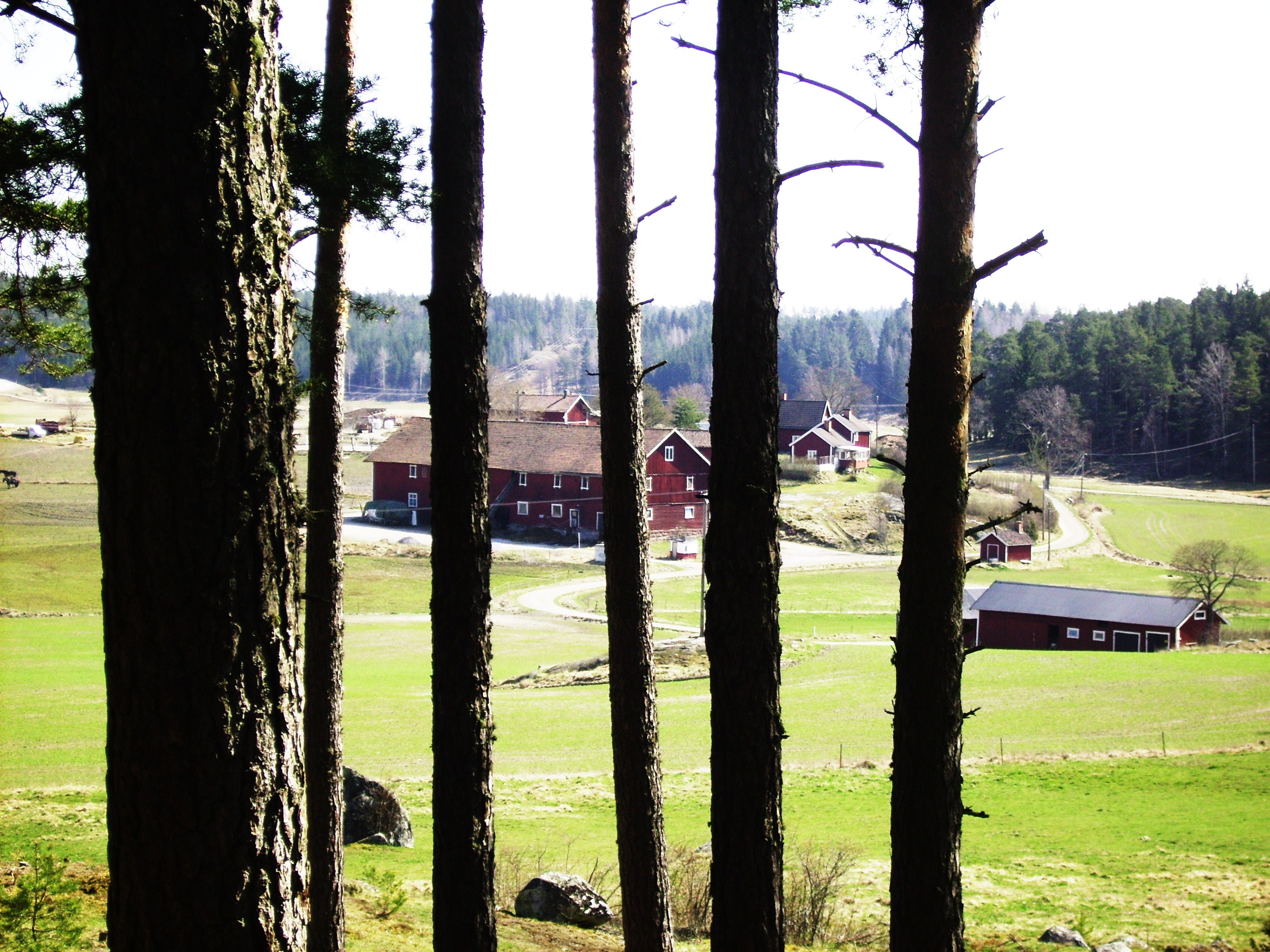
Landsbygden i Södermanland.

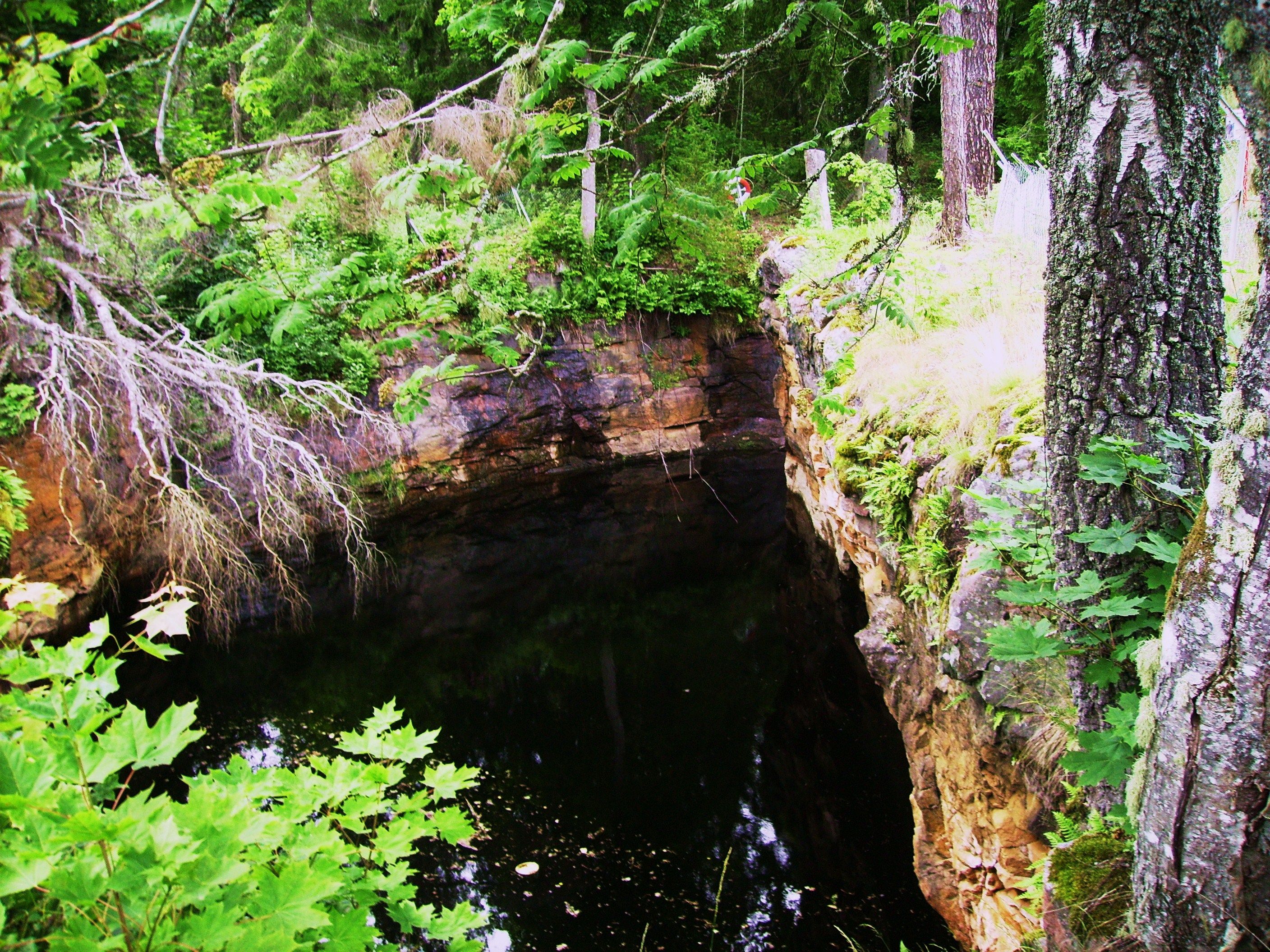
Gruva i Södermanland.

Södermanland är ett lågland. Endast obetydliga områden ligger över 100 meter över havet. Landskapet utmärker sig genom en småkuperad terräng med otaliga större och mindre skogbevuxna höjder som ligger mellan sänkor, som ibland utgörs av sjöar, ibland av torvmossar eller små lerslätter. Den enda större slätten är Vingåkersslätten söder om Hjälmaren. De största sjöarna i Södermanland är Mälaren och Hjälmaren, men dessa sjöar ligger inte uteslutande i Södermanland. Den största sjön som ligger helt och hållet i landskapet är Båven. Bland övriga stora sjöar kan nämnas Yngaren, Långhalsen, Tisnaren (på gränsen till Östergötland), Öljaren och Viren. De största åarna i Södermanland är Eskilstunaån och Nyköpingsån.
Den karakteristiska landskapstypen har bildats genom en kombination av förkastningar som huvudsakligen går i riktning från öst till väst, och stora floddalar. Genom dessa förkastningar sänktes landskapet trappstegsformigt från syd till nord, så att utmed förkastningssprickan den norra sidan sjunkit, medan den södra står kvar. Det bildades även kvarstående höjdpartier, så kallade horstar. Den mest framträdande av dessa är den ås som går ungefär mitt genom Södermanland, den sörmländska landhöjden, som utgör den nuvarande vattendelaren mellan Hjälmaren-Mälaren å ena sidan och Östersjön å den andra. Denna ås har en höjd av 60-90 meter.
Den ostligaste delen av Södermanland är en stor halvö kallad Södertörn. Södermanland har en omfattande skärgård, bestående av dels den sydliga delen av Stockholms skärgård (öster om Södertörn) och dels den skärgård som ligger utanför stora delar av den övriga Södermanlandskusten.
Berggrunden i Södermanland utgörs till större delen av gnejser.

### Orter i Södermanland
Följande tätorter är numera de fem största inom landskapet:
- Stockholm (del därav)
- Eskilstuna
- Södertälje
- Tumba
- Nyköping

## Kommunikationer
Järnvägarna revolutionerade Södermanlands kommunikationsväsende. Västra stambanan byggdes mellan 1857 och 1862; sträckan mellan Stockholm och Södertälje blev färdig 1860. Östra stambanan från Katrineholm till Norrköping blev klar 1866. Man började projektera en tvärbana genom Södermanland på 1860-talet, men först 1877 invigdes banan från Bergslagen till Oxelösund. Dess huvudsakliga uppgift var att frakta malm till den isfria hamnen där. Mellersta Södermanlands järnväg förbi Malma hed blev färdig 1907. Nyköpings järnvägsfråga löstes 1914–16 genom att Nyköpingsbanan drogs via Södertälje till Stockholm.
På Södertörn invigdes Saltsjöbanan 1893. År 1901 byggdes Nynäsbanan från Stockholm till Nynäs gård och hamn. Vidare tillkom Tunnelbanan och pendeltåg, som förenar Södertörns tätorter plus Gnesta med Stockholm.